# Charols
Charols é uma comuna francesa na região administrativa de Auvérnia-Ródano-Alpes, no departamento de Drôme. Estende-se por uma área de 7,31 km². Em 2010 a comuna tinha 948 habitantes (densidade: 129,7 hab./km²).